# Anne Vegter

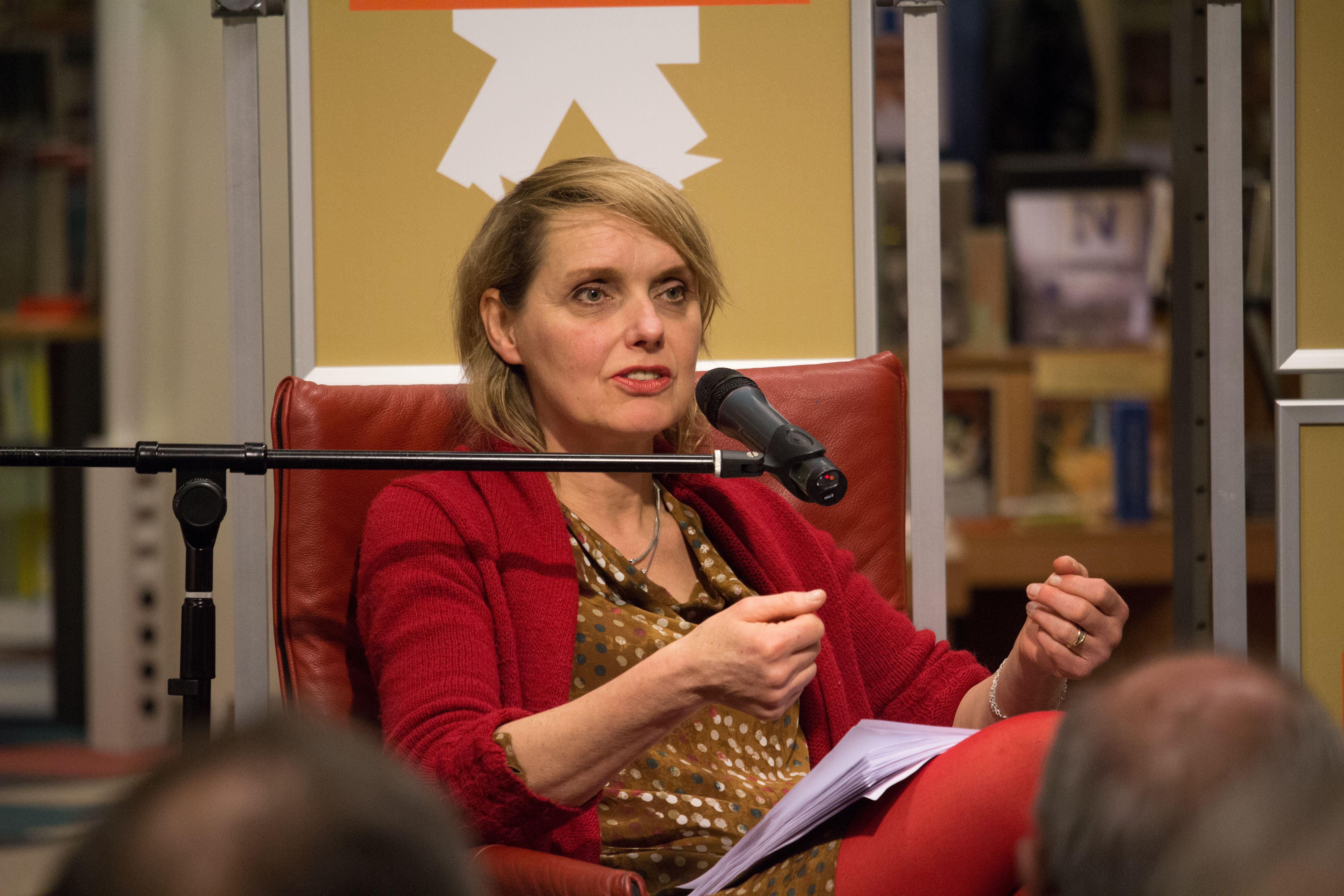
Anne Vegter

Anne Vegter (nacida el 31 de diciembre de 1958, Delfzijl ) es una poeta, dramaturga y escritora holandesa de literatura infantil. Es la primera mujer en ocupar el cargo de Dichter des Vaderlands (Poeta laureada holandesa).

## Primeros años
Vegter asistió a un bachillerato en Drachten y Epe. Estudió historia del arte y pedagogía en la Academie voor Expressie door Woord en Gebaar de Utrecht a finales de los años setenta. En 1976, trabajaba en una institución psiquiátrica. En 1977 le diagnosticaron esclerosis múltiple.

## Carrera

### Poesía y escritura
En 1989 publicó su primer libro infantil De dame en de neushoorn con ilustraciones de Geerten Ten Bosch. Por este libro recibieron el Woutertje Pieterse Prijs en 1990. Los personajes principales de este libro se presentaron por primera vez en la revista infantil St. Kitts van de Bovenwindse. En 1991, fue nominada a los AKO-Literatuurprijs por su libro infantil Verse bekken! que también fue ilustrado por Ten Bosch. Vegter continuó su colaboración con Ten Bosch para su libro Harries hoofdingang (1999), así como para Sprookjes van de planet aarde (2006). Este último libro fue ilustrado tanto por Geerten Ten Bosch como por su hermana Judith Ten Bosch. Ambas hermanas participaron en la Bienal de Ilustración de Bratislava en 2007 para exponer sus ilustraciones en este libro.
En 1991, publicó su primer libro de poesía Het veerde.
En 1996 debutó como dramaturga con Het recht op fatsoen . En 2005, ganó el Taalunie Toneelschrijfprijs junto con Anna Enquist y Antoine Uitdehaag por la obra Struisvogels op de Coolsingel sobre el bombardeo alemán de Róterdam en 1940. La obra consta de siete monólogos dedicados a siete personas que han muerto durante el bombardeo. La obra fue publicada como libro en 2009.
En 2004 recibió el Anna Blaman Prijs por toda su obra. En enero de 2012, recibió el Awater Poëzieprijs 2011 por su libro de poesía Eiland berg gletsjer, que también ilustró ella misma.
Se convirtió en poeta de la ciudad de Róterdam en enero de 2021. En 2022 ganó el Ida Gerhardt Poëzieprijs por su trabajo Big data .

### Dichter des Vaderlands

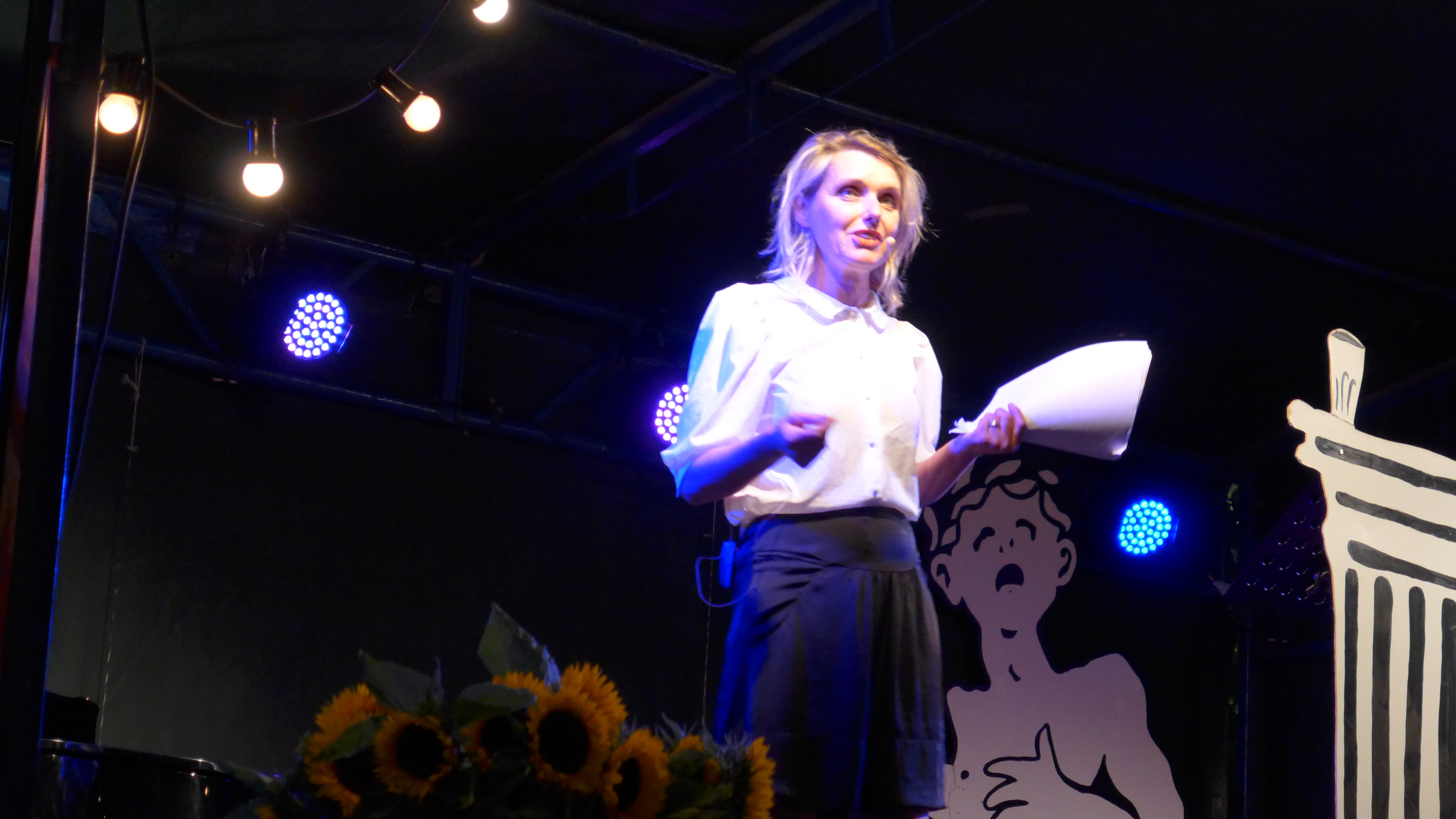
Anne Vegter (agosto de 2013)

Desde el 31 de enero de 2013 ( Gedichtendag 2013) hasta el 29 de enero de 2017 ocupó el cargo de Dichter des Vaderlands. Se convirtió en la primera mujer en ocupar este cargo. Sus poemas, más de treinta en total, como Dichter des Vaderlands fueron publicados en Wat helpt is een wonder (2017). Estos poemas abordan varios temas de importancia nacional, incluida la toma de posesión de Willem-Alexander en 2013, el derribo del vuelo 17 de Malaysia Airlines en 2014 y la muerte de Johan Cruyff en 2016.
Algunos de estos poemas se exhiben en espacios públicos, como De middelen (2015) en un sendero cerca de la estación de tren de Leeuwarden y We weten nog niet hoe (2016) que se extiende por Waalkade (un muelle de 600 metros) en Nijmegen . Vegter también escribió el poema De Koning en ik (2014) que se exhibe junto a un busto de Willem-Alexander de los Países Bajos realizado por la escultora Natasja Bennink.

## Publicaciones
- De dame en de neushoorn (1989)
- Verso bekken! (1990)
- Het verde (1991)
- Versiones de Ongekuiste (1994)
- Het recht op fatsoen (1996)
- Harries hoofdingang (1999)
- Hondenvoer voor sociologen (1999)
- Lees je mejor! (2001)
- Aandelen en obligaciones (2002)
- Sprookjes van de planet aarde (2006)
- Luchador de spam (2007)
- Eilandberg gletsjer (2011)
- Wat helpt es una maravilla (2017)
- Ik hier jij daar (2017, con Ghayath Almadhoun )
- Grandes datos (2019)